# 대전신평초등학교
대전신평초등학교는 대한민국 대전광역시 중구에 있는 공립 초등학교이다.

## 학교 연혁
- 1981. 10. 16 대전신평초등학교 설립 인가
- 1981. 12. 01 대전신평초등학교 개교
- 1988. 03. 01 대전문성초등학교 6학급 분리
- 1991. 10. 16 시교육청지정 과학교육 시범학교
- 1994. 03. 01 시교육청지정 독서교육 시범학교
- 1996. 03. 01 시교육청지정 조기진급-졸업 시범학교
- 2000. 03. 01 시교육청지정 전통예술교육 시범학교
- 2004. 12. 28 교실증축(일반실8실, 특별실8실), 화장실 수선
- 2006. 12. 16 중국 절강성 금화시 서원소학교와 자매결연
- 2007. 05. 02 다목적강당, 급식실 개관
- 2008. 03. 31 도서실 ‘새벌말 희망샘’ 개관
- 2009. 03. 01 시교육청지정 교원능력개발평가 정책연구학교
- 2010. 03. 01 시교육청지정 2009 개정 교육과정 적용 시범학교
- 2012. 03. 01 시교육청지정 융합인재교육(STEAM) 시범학교
- 2013. 04. 01 시교육청지정 스마트교육 모델학교
- 2014. 03. 01 시교육청 지정 디지털교과서 활용 종단연구학교
- 2015. 02. 13 제33회 졸업(총 7,511명)
- 2015. 03. 01 31학급(특수학급 1포함) 편성

## 참고 자료
- 대전신평초등학교 - 한국교육학술정보원 학교알리미